# Мухин, Василий Флегонтович
Василий Флегонтович Мухин (1849—1918) — русский юрист, исследователь проблем правовой науки. 

## Биография
Родился в 1849 году.
Принимал деятельное участие в работах редакционной комиссии по составлению гражданского уложения, где разработал в особенности учение о давности и некоторые вопросы наследственного права, в том числе исламское наследственное право. Составил «Записку о пределах проекта о наследовании вообще и об особых порядках наследования в частности» (Ч. 1. — СПб.: Гос. тип., 1897. — XVI, 314 с.).
С 1901 года — действительный статский советник. Состоял по Собственной Его Императорского Величества канцелярии.
В числе его напечатанных работ: «Обычный порядок наследования у крестьян» (1888); «Очерк магометанского права наследования» (1898); «Организация мусульманской юстиции в Алжире» (1898); «О праве наследования монашествующих» (1899); «К вопросу о наследовании в имуществе ссыльных» (1899).
Умер 28 октября 1918 года в возрасте 69 лет.